# Hotel Pánico
Hotel Pánico es una de las historietas de Superlópez creada por Jan en 1990.

## Trayectoria editorial
Publicada originalmente en los números 12-19 de la revista Yo y Yo y más tarde en el número 19 de la Colección Olé junto a La cosa del pantano, el flautista de Hamelín y otras soserías.

## Argumento
López, Luisa y Jaime están de vacaciones cuando una fuerte tormenta les obliga a parar el coche y hospedarse en un balneario llamado Hotel Pánico. Pronto empiezan a suceder sucesos extraños (ruidos, cadáveres que aparecen y desaparecen, cuchillos que atraviesan puertas, etc.) por lo que López decide investigar como Superlópez lo que pasa. Superlópez abre un espejo del hotel y ve lo que parece ser un monstruo dentro de un armario, pero un resplandor le deja cegado y cuando le pide explicaciones al gerente del hotel, este mueve el espejo y le indica que no hay armario. Mientras, Jaime y Luisa se encuentran con un supuesto "hombre radiactivo" en una estación de tren abandonada que hay junto al hotel. Superlópez va a la sala de baile y descubre un piano cuyas teclas accionan los diversos mecanismos ocultos que producen los fenómenos terroríficos del hotel. Además, dado que tiene visión de rayos X, sabe que el gerente del hotel dejó sin abrir una falsa pared cuando movió el espejo, por lo que decide ir a confrontarle junto con el resto de los huéspedes. 
El gerente confiesa que montó todo esto porque el balneario no tenía clientela y su intención era explotar el gusto por lo morboso y terrorífico de la gente, pero que ahora que todo se ha descubierto va a tener que cerrar el negocio por su culpa. Superlópez vuelve a cambiarse a López y va a recoger a Jaime y Luisa con el coche.

## Inspiración

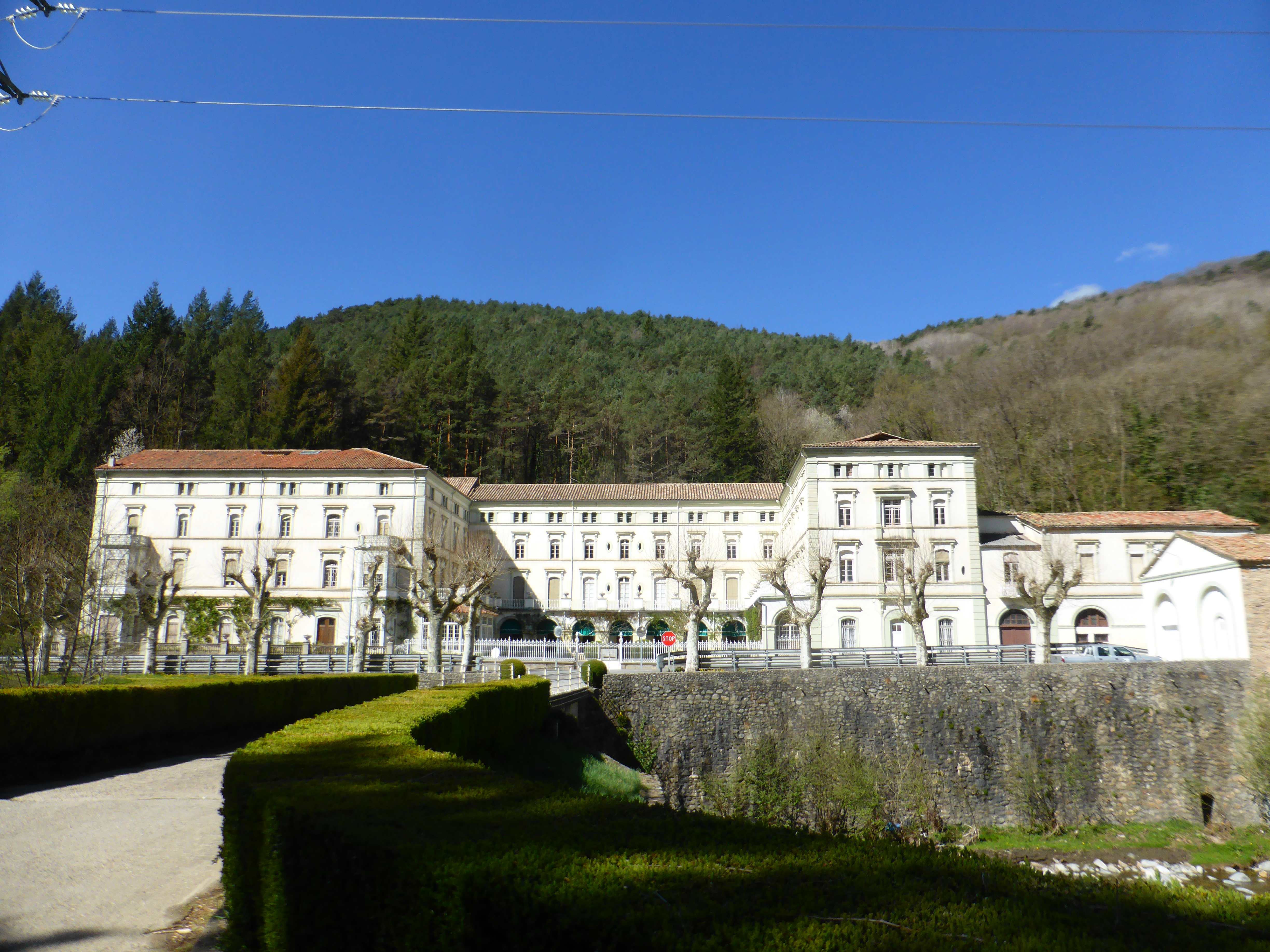
El Hotel Pánico está inspirado en el Balneario Montagut, que se encuentra poco antes de llegar a Ribas de Freser.

El hotel de la historieta está inspirado en uno en el que se alojó Jan, el Hotel Balneario Montagut, hoy cerrado al público. Se encuentra en el kilómetro 117 de la N-260, en el término municipal de Campellas (Gerona), entre las localidades de Campdevánol y Ribas de Freser. La estación abandonada situada frente al hotel también existe y se llama "Aguas de Ribas", como en la historieta. En desuso desde hace muchos años, se encuentra en el trayecto de la Línea Ripoll-Puigcerdà.